# Ghosthouse (Filmreihe)
Ghosthouse war der Titel einer losen Filmreihe ursprünglich unzusammenhängend produzierter Filme, denen ein unheimliches Haus als Ort der Handlung gemein ist und deshalb unter diesem Serientitel im deutschen Sprachraum veröffentlicht wurden.
Dazu zählen:
- Ghosthouse (La casa 3) (1988), von Umberto Lenzi
- Ghosthouse 2 – Das Ungeheuer lebt (L'orco) (1988), von Lamberto Bava
- Ghosthouse 3 – Haus der verlorenen Seelen (La casa delle anime erranti) (1989), von Umberto Lenzi
- Ghosthouse 4 – Haus der Hexen (La casa del sortilegio) (1989), von Umberto Lenzi

Im englischen Sprachraum war
- Ghosthouse 2 der Titel von La casa 4 (Witchcraft) (1989), von Fabrizio Laurenti, der wiederum als Witchcraft – Das Böse lebt in deutscher Sprachfassung vermarktet wurde.